# Yukari Ishimoto

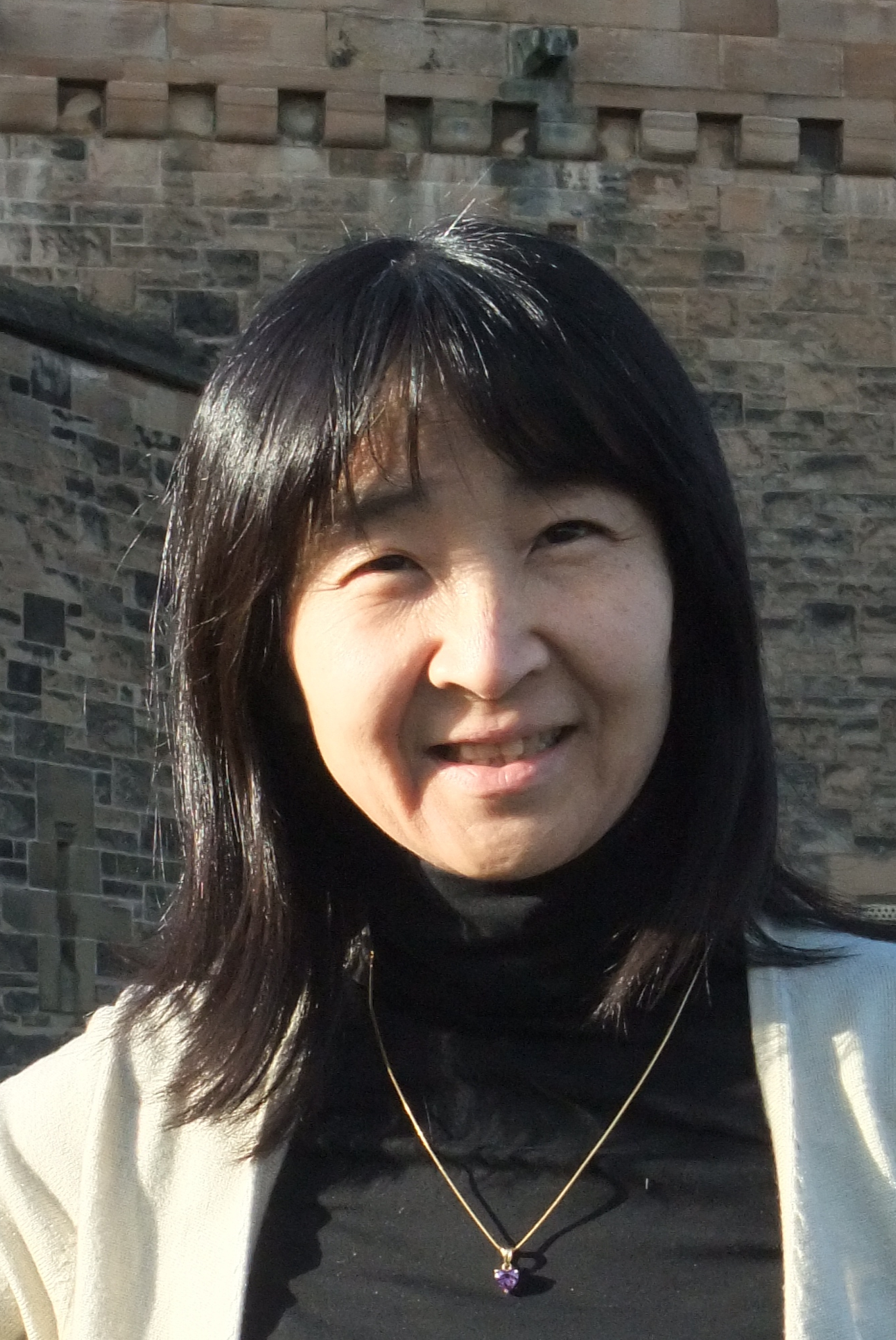
Yukari Ishimoto (2012)

Yukari Ishimoto (jap. 石本 由香利, geboren 1962 in Tokio, Japan) ist eine japanische Dirigentin und seit 2003 die künstlerische Leiterin des Orchesters Berliner Musikfreunde.

## Leben und Werk

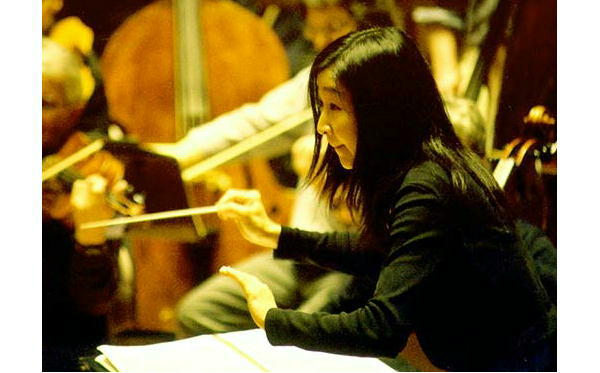
Yukari Ishimoto mit dem OBM in der Berliner Philharmonie (2015)

Ishimoto wuchs in Tokio auf und erhielt mit vier Jahren den ersten Klavierunterricht. Von 1980 bis 1986 studierte sie das Fach Dirigieren bei Seiichi Mitsuishi am Tokyo College of Music, wo sie nach ihrem Abschluss mit dem Prädikat „sehr gut“ vorübergehend eine Lehrtätigkeit übernahm.
Sie absolvierte von 1987 bis 1991 ein Aufbaustudium bei Hans-Martin Rabenstein an der Hochschule der Künste Berlin. Ishimoto sammelte Orchestererfahrungen bei der Halleschen Philharmonie, der Vogtland Philharmonie, dem Philharmonischen Orchester Frankfurt an der Oder und dem Ensemble Sanssouci der Brandenburgischen Philharmonie Potsdam.
Seit 1991 leitet sie die Berliner Stadtstreicher und seit 1999 das Telemann-Orchester. Im darauf folgenden Jahr gründete sie das Gesangsensemble Nagomi, einen aus Japanerinnen bestehenden Frauen-Kammerchor. Anfang 2003 wurde Yukari Ishimoto künstlerische Leiterin des Orchester Berliner Musikfreunde e.V. Seit 2013 ist sie zudem die künstlerische Leiterin des BVG Orchesters Berlin.

## Repertoire-Schwerpunkte
Ishimoto verfügt über ein breites Konzertrepertoire vom Barock bis zur Moderne und hat eine besondere Vorliebe für die Sinfonik der Spätromantik. Sie sammelte Erfahrungen im Bereich der asiatischen und japanischen Musik. Ihr Interesse an Neuer Musik ist ausgeprägt.

## Wettbewerbe und Auszeichnungen
1991 nahm sie an der dritten Runde des International Conduction Competition in Tokyo teil. Sie erreichte 1992 beim internationalen Dirigentenwettbewerb in Cadaqués/Spanien das Halbfinale. 1993 nahm sie an der Runde der Conduction Competition in Besançon/Frankreich teil.

## Pressestimmen
„Die drei musikalisch unterschiedlichen Charaktere wurden von dem Orchester unter der Leitung der Dirigentin Ishimoto klar herausgestellt. […] Yukari Ishimoto bewies mit diesem glanzvollen Abschluss des Konzertes, dass eine Frau am Dirigentenpult sich ohne weiters mit ihren männlichen Kollegen messen kann, wenn sie so präzise und mit sparsamen Bewegungen agiert wie Frau Ishimoto. Langanhaltender Beifall und viele Blumen bestätigten das auch von Seiten des Publikums.“